# Jabhat al-Akrad
Le Jabhat al-Akrad ou Liwa Jabhat al-Akrad (kurde : Hêzên Eniya Kurdan, arabe : لواء جبهة الأكراد, La Brigade du Front kurde) est un groupe rebelle formé lors de la guerre civile syrienne.

## Logos

Logo de Jabhat al-Akrad en 2013.
Logo de Jabhat al-Akrad en 2014.
Logo de Jabhat al-Akrad en 2015.
Logo de Jabhat al-Akrad depuis juillet 2016.

## Affiliations
Le Jabhat al-Akrad est formé en 2013 par le PKK et le PYD afin d'établir des liens avec la rébellion arabe syrienne. Il intègre initialement l'Armée syrienne libre, mais il est exclu du Conseil militaire suprême en raison de ses liens avec le PYD,. Le 10 septembre 2014, Jabhat al-Akrad, des groupes de l'ASL et les YPG forment la coalition Volcan de l'Euphrate, active dans la région de Kobané. Le 3 mai 2015, Jabhat al-Akrad forme avec plusieurs autres groupes une alliance appelée Jaysh al-Thuwar,,, qui rallie elle-même les Forces démocratiques syriennes le 11 octobre 2015,,.

## Effectifs et commandement
En 2013, le groupe est commandé par Haji Ahmed Kurdi, qui revendique être à la tête de 7 000 hommes,. Un nombre probablement exagéré ou ayant fortement diminué les années suivantes, l'alliance Jaysh al-Thuwar ne revendiquant que 3 000 combattants à sa fondation en 2015.

## Zones d'opérations
Jabhat al-Akrad est actif dans le nord du Gouvernorat d'Alep et du Gouvernorat de Raqqa. Il est également présent à Alep dans le quartier de Cheikh Maqsoud, contrôlé par les YPG, et le quartier d'Achrafiya

## Actions
En juillet 2013, des affrontements éclatent à Tall Abyad entre Jabhat al-Akrad et l'État islamique en Irak et au Levant, après l'arrestation par les Kurdes d'un chef djihadiste. En représailles, les hommes de l'EIIL capturent des centaines de civils kurdes. Le 21 juillet, un accord est finalement conclu et les deux groupes s'engagent à libérer leurs prisonniers. 
Le groupe prend une part active à l'offensive rebelle de janvier 2014 contre l'État islamique en Irak et au Levant. Le 28 février 2014, il prend part à la reprise d'Azaz aux côtés du Liwa al-Tawhid et de la Brigade de la Tempête du Nord. Jabhat al-Akrad combat à la bataille de Kobané, puis il prend part à la bataille de Tall Abyad et  la bataille d'al-Hol au sein de Jaysh al-Thuwar.